# Avelin

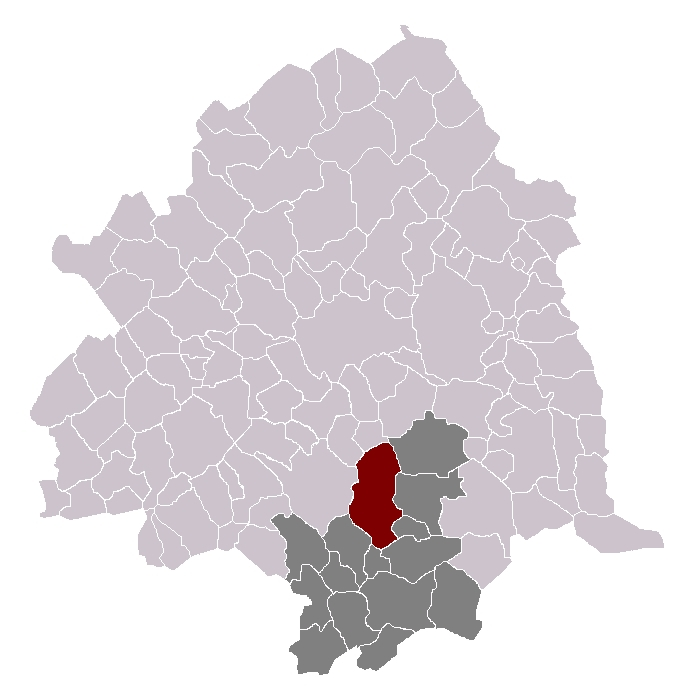
Localització d'Avelin

Avelin és un municipi francès, situat a la regió dels Alts de França, al departament del Nord. L'any 2006 tenia 2.451 habitants. Limita al nord amb Vendeville, al nord-est amb Fretin, a l'est amb Ennevelin, al sud-est amb Pont-à-Marcq, al sud amb Tourmignies i Mérignies, al sud-oest amb Attiches, a l'oest amb Seclin i al nord-oest amb Templemars.

## Demografia
| 1962                                       | 1968  | 1975  | 1982  | 1990  | 1999  | 2006  |
| ------------------------------------------ | ----- | ----- | ----- | ----- | ----- | ----- |
| 1.391                                      | 1.306 | 1.292 | 1.817 | 2.317 | 2.304 | 2.401 |
| Des de 1962: població sense dobles comptes |       |       |       |       |       |       |

## Administració
| Període   | Identitat           | Partit        |
| --------- | ------------------- | ------------- |
| 2000-2006 | Benoît Desurmont    |               |
| 2006-     | Jean-Claude Sarazin | Divers droite |